# Partido Nacionalista Constitucional - UNIR
El Partido Nacionalista Constitucional - Unión para la Integración y el Resurgimiento (PNC-UNIR), más conocido como Partido Nacionalista Constitucional - UNIR o Partido UNIR es un partido político de Argentina fundado en 1982 y presidido por el Diplomático de Carrera Cesar Matas Alsina.
El 21 de marzo de 2025, para las elecciones de la Ciudad de Buenos Aires, firmó la Alianza Buenos Aires Primero  junto al PRO impulsando en la lista a Legisladora de la Ciudad de Buenos Aires a Teresa Calleri 

## Distritos
| Distritos              | Distritos    | Presidente            | Alianza     | Alianza              | Alianza    | Alianza                      | Personeria Jurídica   | Afiliados | Ref |
| Distritos              | Distritos    | Presidente            | de Distrito | de Distrito          | Provincial | Provincial                   | Personeria Jurídica   | Afiliados | Ref |
| ---------------------- | ------------ | --------------------- | ----------- | -------------------- | ---------- | ---------------------------- | --------------------- | --------- | --- |
| Buenos Aires           | UNIR BA      | Alberto Emilio Asseff |             | Juntos por el Cambio |            | Potencia                     | Distrito, Provincial  | 11736     |     |
| Ciudad de Buenos Aires | UNIR CABA    | Cesar Matas Alsina    |             | Juntos por el Cambio |            | potencia                     | Distrito, Provincial  | 3921      |     |
| Santa Fe               | UNIR SF      | Juan Mondino          |             | Juntos por el Cambio |            | Unidos para Cambiar Santa Fe | Distrito, Provincial  | 3954      |     |
| Misiones               | UNIR MI      | Desconocido           |             |                      |            | sin alianza                  | Distrito, Provincial  | 3619      |     |
| Chaco                  | UNIR CHA     | Luis Alberto Cabrera  |             | Juntos por el Cambio |            | sin alianza                  | Distrito, Provincial  | 3406      |     |
| Jujuy                  | UNIR J       | Jorge Daniel Macias   |             | Juntos por el Cambio |            | Frente UNIR liberal          | Distrito, Provincial  | 2367      |     |
| La Rioja               | UNIR LR      | Francisco Tufankshi   |             | Juntos por el Cambio |            | Juntos por el Cambio         | Distrito, Provincial  | 1158      |     |
| Santa Cruz             | UNIR SC      | Diego Bavio           |             | Juntos por el Cambio |            | sin alianza                  | Distritos, Provincial | 1089      |     |
| Total (2022)           | Total (2022) |                       |             |                      |            |                              |                       | 30161     |     |

## Resultados electorales

### Elecciones presidenciales
|  | 47,49 % |

|  | 0,02 % |

|  | 38,28 % |

|  | 22,25 % |

|  | 7,96 % |

|  | 21,39 % |

|  | 40,28 % |

|  | 23,81 % |

### Elecciones al congreso
| Año  | Votos                       | %                   | Diputados | Senadores | Nota |
| ---- | --------------------------- | ------------------- | --------- | --------- | --- |
| 1989 | 7.460.488                   | 44,82%              | 0/254     | 0/46      | Frente Justicialista de Unidad Popular |
| 1991 | 40.964                      | 0,26%               | 0/257     |           | Frente Esperanza Nueva Catamarca (PJ-PBJ-UCeDé-UNIR-PDP-PTP-PUC-PSR) Frente por Trabajo y Producción (UNIR-MLP) en Chaco Frente Político Riojano (PBJ-UCeDé-UNIR-MPR) en La Rioja Frente de Integración y Defensa (UNIR-MAR) en Santa Cruz Sin alianza en Provincia de Buenos Aires, CABA, Corrientes, Formosa y Tierra del Fuego  |
| 1992 | Sin datos                   | Sin datos           |           | 0/48      | |
| 1993 | 224.861                     | 1,37%               | 0/257     |           | Frente Unidad Catamarqueña (UNIR-PTP-PUC) en Catamarca Frente de la Victoria (PJ-MID-UNIR-PTP-PAF-MAP-PSD) en Formosa Frente de Unidad Popular (PJ-PCP-PF-UNIR) en Santiago del Estero Frente de Participación Mendocino (PF-UNIR) en Mendoza Sin alianza en Provincia de Buenos Aires y Tierra del Fuego                          |
| 1995 | 341.820                     | 2,02%               | 0/257     | 0/72      | Frente para la Conciencia Patriótica (PD-UNIR-MPB) en Provincia de Buenos Aires Frente Justicialista en Catamarca y Misiones Frente de la Victoria (PJ-UNIR-MAP-PSD-PSR) en Formosa Frente Solidario Riojano (UCR-PDC-UNIR) en La Rioja Sin alianza en Chaco y Chubut                                                              |
| 1997 | 552.624                     | 3,20%               | 0/257     |           | Alianza Acción por la República (AR-PD-UNIR-ND) en Provincia de Buenos Aires Frente Justicialista en Catamarca y Misiones Alianza para el Trabajo, la Justicia y la Educación en La Rioja Frente de la Victoria en Formosa Movimiento Vecinal Riogalleguense por Santa Cruz (UNIR-MVR)                                             |
| 1998 | Sin datos                   | Sin datos           |           | 0/72      | |
| 1999 | 477.639                     | 2,58%               | 0/257     |           | Alianza Acción por la República (AR-UNIR-NRA) en Mendoza Alianza con UceDé, AR y PF en Corrientes Frente Justicialista en Catamarca y Misiones Sin alianza en Provincia de Buenos Aires, Ciudad de Buenos Aires y Chaco |
| 2001 | 804.672 (D) 859.360 (S)     | 5,63% (D) 5,91% (S) | 0/257     | 0/72      | Frente Polo Social en Provincia de Buenos Aires Frente Justicialista en Formosa y Misiones Frente de Integración Social para un Cambio en Libertad (PF-UNIR-FISCAL) en Mendoza Solidaridad y Esperanza (UCeDé-UNIR-PF-AT) en Corrientes Sin alianza en Ciudad de Buenos Aires y Chaco                                              |
| 2003 | 936.335 (D)                 | 5,95% (D)           | 0/257     | 0/72      | Frente Compromiso para el Cambio en Ciudad de Buenos Aires Frente Justicialista en Formosa y Misiones Frente del Pueblo (PDC-UNIR) en La Rioja Sin alianza en Provincia de Buenos Aires y Chaco |
| 2005 | 319.183 (D) 114.851 (S)     | 1,85% (D) 1,39% (S) | 0/257     | 0/72      | Frente para la Victoria en Mendoza y Misiones Frente Justicialista en Catamarca Sin alianza en Ciudad de Buenos Aires y Chaco |
| 2007 | 920.806 (D) 298.305 (S)     | 5,09% (D) 7,02% (S) | 0/257     | 0/72      | Sociedad Justa en Provincia de Buenos Aires Concertación para Una Nación Avanzada en CABA, La Rioja, Santa Cruz y Santa Fe Frente para la Victoria en Formosa Frente Justicialista en Chaco Frente Unión Popular (UP-CpC-MODIN-UNIR-PC) en Misiones Unidad para el Cambio (UNIR-FISCAL-CP-PP) en Mendoza Sin alianza en Corrientes |
| 2009 | 481.843 (D) 88.335 (S)      | 2,49% (D) 1,48% (S) | 0/257     | 0/72      | Frente Es Posible (EP-UNIR-PD) en Provincia de Buenos Aires Frente para la Victoria en Chaco Frente Unión-PRO en Misiones Frente Cívico y Social en Catamarca Frente Unidad para el Cambio (MID-UNIR) en Mendoza Alianza con MODIN en Santa Fe Sin alianza en Corrientes                                                           |
| 2011 | 836.155 (D) 484.318 (S)     | 4,06% (D)           | 1/257     | 0/72      | Dip. Alberto Asseff (Provincia de Buenos Aires) Alianza Compromiso Federal en Provincia de Buenos Aires y Ciudad de Buenos Aires Frente Cívico por Santiago en Santiago del Estero |
| 2013 | 391.561 (D) 366.184 (S)     | 1,73% (D)           | 1/257     | 0/72      | Frente para la Victoria en Chaco Alianza Compromiso Federal en La Rioja Frente Tercera Posición (UNIR-PUC-UP) en Catamarca |
| 2015 | 2.972.055 (D) 97.872 (S)    | 12,75% (D)          | 0/257     | 0/72      | Unidos por una Nueva Alternativa en Provincia de Buenos Aires y Ciudad de Buenos Aires Frente para la Victoria en Catamarca Cambiemos en La Rioja |
| 2017 | 1.131.541 (D) 1.069.747 (S) | 4,60% (D) 9,02% (S) | 0/257     | 0/72      | 1País en Provincia de Buenos Aires, Ciudad de Buenos Aires y La Rioja |
| 2019 | 3.668.580 (D)               | 14,31% (D)          | 1/257     | 0/72      | Dip. Alberto Asseff (Juntos por el Cambio - Provincia de Buenos Aires) |